# Sékouba Konaté
Sékouba Konaté (Conakry, 6 giugno 1964) è un politico e generale guineano.
È stato capo di Stato militare della Guinea dal dicembre 2009 al dicembre 2010.